# Pristimantis vinhai
Pristimantis vinhai é uma espécie de anfíbio  da família Craugastoridae. Endémica do Brasil, onde pode ser encontrada no estado da Bahia.
Os seus habitats naturais são: florestas subtropicais ou tropicais húmidas de baixa altitude. Está ameaçada por perda de habitat.